# Свети Григорий Богослов (Неа Карвали)
„Свети Григорий Богослов“ (на гръцки: Ιερός Προσκυνηματικός Ναός του Αγίου Γρηγορίου του Θεολόγου) е поклоннически православен храм в кавалското село Неа Карвали, Егейска Македония, Гърция, част от Филипийската, Неаполска и Тасоска епархия на Вселенската патриаршия.
В 1924 година в селището се заселват гърци бежанци от кападокийското градче Карвали (Гелвери или Гюзелюрт), които кръщават селището Неа Карвали, тоест Нов Карвали. Бежанците донасят със себе си ковчега с мощите на един от най-тачените отци на църквата - Григорий Богослов, които са пазени в едноименния храм в Карвали от смъртта му в 390 година. В Неа Карвали в 1928 година започва да се строи специален храм за мощите, който е обект на интензивно поклонничество. Църквата е осветена на 27 юли 1950 година от митрополит Хрисостом Филипийски. От 1973 година храмът е обявен за поклоннически. Църквата е трипрестолна и е посветена освен на Григорий Богослов и на Въздвижение на Светия кръст и на Свети Пантелеймон. В архитектурно отношение е кръстообразна с купол и две камбанарии. В храма се пази и част от Светия кръст.